# 法屬索馬利
法屬索马里（法語：Côte française des Somalis）是法國在非洲之角的一個殖民地。首府吉布地市。1946年，成為海外領地。1967年，改稱作法属阿法尔和伊萨领地。1977年，獨立為吉布地。